# 丸石製薬

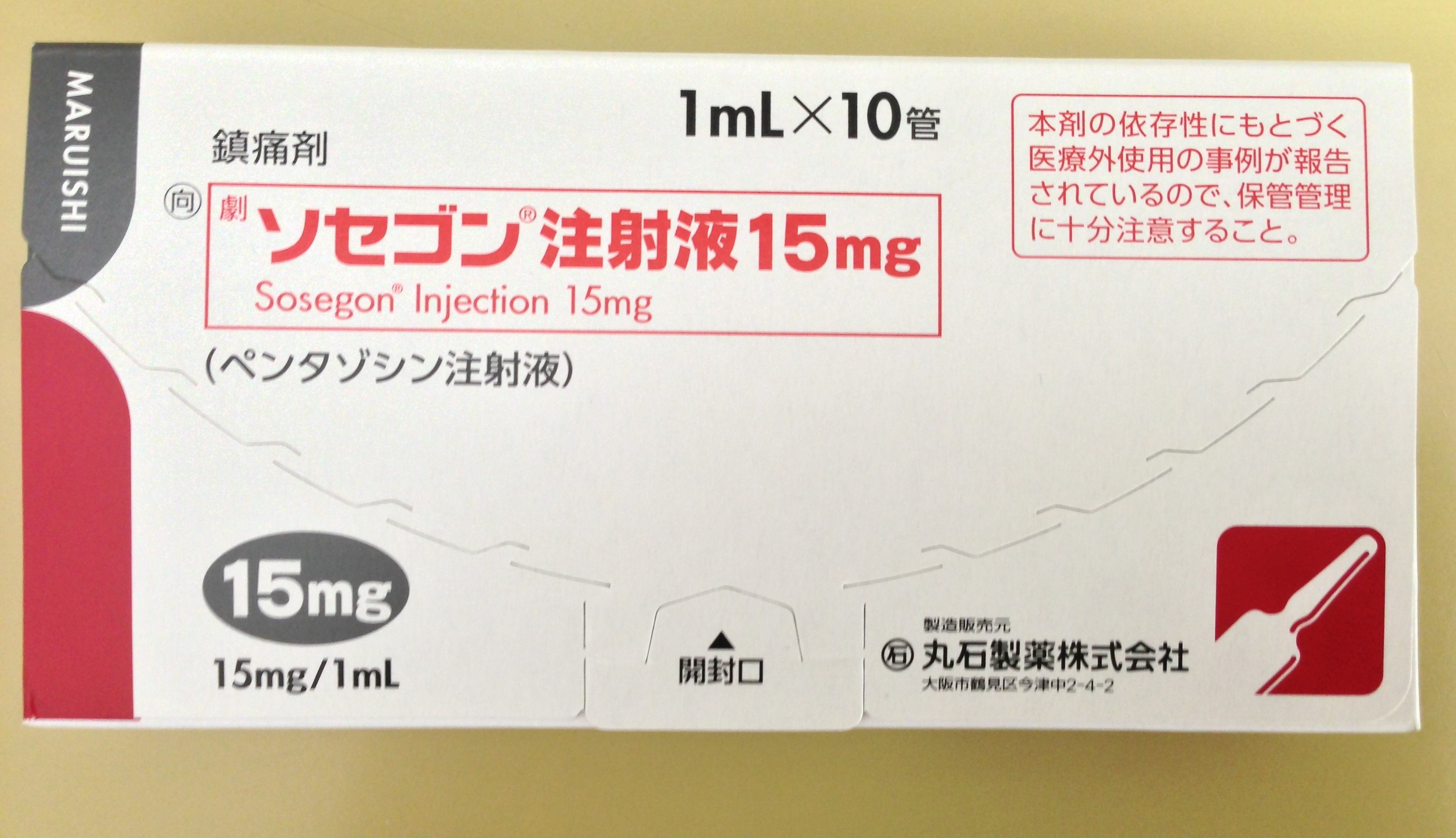
ペンタゾシン注射液(ソセゴン)

丸石製薬株式会社（まるいしせいやく）は、大阪市鶴見区今津中に本店を置く製薬会社である。1888年創業。

## 会社概要

### 本社
- 本店所在地：大阪府大阪市中央区伏見町2丁目3番5号
- 本社事務所ならびに中央研究所：大阪府大阪市鶴見区今津中2丁目4番2号

### 事業内容
医療用消毒薬、吸入麻酔剤・鎮静剤などの医薬品製造販売を行う。麻酔・消毒等の手術に関連する薬品についての取り扱いが多く、麻酔・消毒薬の分野では国内最大手に位置する。
中でも「ウエルパス」は病院のみならず、近年では化粧室や外食産業向けへの需要も伸びており、同社の主力商品の一つでもある。「ウエルパス」は医療用医薬品として厚生労働省から承認を受けている。かつては、シリーズ品として、一般消費者向けに第3類医薬品の「ホームウエルパス」が発売されていたが、2022年時点で同社での販売が終了しており、第一三共ヘルスケアが同社の一般消費者向け殺菌消毒薬のブランドである「マキロン」とのダブルブランドへ移行して「マキロン ウエルパス」の商品名で店舗限定で販売されている。
また、医療用医薬品として日本薬局方 白色ワセリン「プロペト」がある。かつては、一般消費者向けに第3類医薬品の「プロペト ベール」や「プロペト ホーム」が発売されていたが、2021年時点で同社での販売が終了しており、2019年8月に第一三共ヘルスケアが「プロペト ベール」から名称を変更した「プロペト ピュアベール」の商品名で一般消費者向けの販売を行っている。

### 社章の由来
丸石製薬の社章「赤色の円に赤色の石を配した印」は同社の礎となった丸石商会の創業者石浜豊蔵より初代社長の井上治兵衛が社名と共に引き継いだものである。1910年6月以来の登録商標である。円の中にある“石”の文字は「いかなる風雪にも耐え得る、不動磐石の巌、そして同社の経営方針である堅実さ」を表している。

### 売上構成
年間売り上げの半分以上をセボフレンの原料であるヘキサフルオロイソプロパノール原末の輸出で占めるが、製造はセントラル硝子である。その他、全身吸入麻酔剤、擦込式手指消毒剤等の医療用医薬品の国内販売が占める。

### その他
資本金基準では、大会社に分類されない会社であり、株式は公開していない。また、定款で株式の譲渡制限が課されており、いわゆる「非公開会社」であるが、株主数は100名を超え、この種の会社ではめずらしい。

### 沿革
- 1888年 - 丸石商会として大阪市東区淡路町で創業[3]。
- 1908年 - 丸石製薬合名会社として大阪市北区に天満工場竣工[3]
- 1936年 - 丸石製薬株式会社設立、資本金25万円[3]
- 1943年 - 大阪市城東区今津町に今津工場竣工[3]
- 1962年 - 本社を大阪市東区伏見町に移転[3]
- 1983年 - 中央研究所竣工[3]
- 1992年 - 増資、資本金2億8500万円[3]
- 1993年 - 中央研究所新館竣工[3]
- 1998年 - 本社新社屋（本社事務所）竣工 大阪市鶴見区今津[3]
- 2003年 - 全社組織改革を実施[3]